# Onze-Lieve-Vrouwziekenhuis
Het Onze-Lieve-Vrouwziekenhuis (afgekort: OLV Ziekenhuis of OLVZ) is een katholiek fusieziekenhuis met de grootste campus gelegen te Aalst, waar het een van de twee ziekenhuizen is naast het Algemeen Stedelijk Ziekenhuis. Het ziekenhuis is voornamelijk bekend voor zijn diensten cardiologie en cardiovasculaire chirurgie. Het OLVZ is in ook een van de koplopers in België op gebied van robotchirurgie. Het is het negende grootste algemeen ziekenhuis van België.
In 2023 werd besloten dat met de nieuwe opkomende fusie in 2025 ze kozen voor de naam: AZORG

## Geschiedenis

### Aankoop domein
Het ziekenhuis staat op het vroegere landgoed van baron de Bethune, genaamd Château de Mylbeke, gelegen in de wijk Mijlbeek. Voor het in het bezit kwam van de Bethunes, behoorde het domein toe aan Angèle Chasseyns, een Parijse onderwijzeres.
In 1901 werd het eigendom, met kasteel en hovingen, aangekocht door de Zwarte Zusters van de Heilige Augustinus en aanvankelijk ingericht als tehuis voor oudere dames. Op 9 mei 1904 werd het tehuis omgedoopt in het Geneeskundig Gesticht van Onze-Lieve-Vrouw. De aankondiging ervan in een wettelijk document luidde als volgt:

Dit schoon Gesticht heeft voor doelwit het verplegen der zieken van de oogen, van den neus, de ooren en de keel; der heelkundige ziekten; der kinderziekten; der ziekten van de voeten. Voor ieder dezer ziekten is er een afzonderlijke specialist. Het Gesticht is gelegen op eenen heuvel en omringd van prachtige hovingen. Het biedt dus aan de zieken een zeer aangenaam en gezond verblijf. Er zijn zeventig ruime kamers ingericht voor de zieken. De prijs van onderhoud, wijn niet inbegrepen, is van 2 tot 10 fr. per dag, volgens de kamer en de tafel die men begeert. De dienst is toevertrouwd aan kloosterzusters. Een zuster om de zieke des nachts te bewaken kost 1 fr. per nacht. De personen aangedaan door besmettelijke ziekten of krankzinnigheid worden in het Gesticht niet opgenomen. Het Gesticht zal geopend worden den 9de mei.

### Hartoperatie
In de daaropvolgende jaren breidde het ziekenhuis voortdurend uit. Tussen de twee wereldoorlogen was dr. André Goffaerts, een belangrijk chirurg uit die tijd, werkzaam in het ziekenhuis. Deze overleed in 1947 op 48-jarige leeftijd. De opvolger van dr. Goffaerts was dr. Jean Cuvelier. Dr. Cuvelier voerde in 1948 de eerste geslaagde hartoperatie in België uit. De ingreep vond plaats op een patiënt die leed aan blauwzucht. Onder andere deze gebeurtenis zorgde voor de goede reputatie van het OLV Ziekenhuis op het gebied van cardiologie en cardiovasculaire chirurgie.

### Oprichting vereniging zonder winstbejag
In 1970 vond een grote verandering plaats in de structuur van het ziekenhuis; de Zwarte Zusters droegen het ziekenhuis namelijk over aan een vereniging zonder winstoogmerk. Er werd een Raad van Beheer opgericht waarin zowel religieuzen als niet-religieuzen vertegenwoordigd waren. Voordien waren dit enkel religieuzen. Het is vanaf dit moment dat de naam "Onze-Lieve-Vrouwziekenhuis" voor het eerst gebruikt werd. Rond deze zelfde periode werd het oude kasteel grotendeels gesloopt en werd de bouw gestart van wat nu de oudere vleugels van het ziekenhuis zijn.

### Nieuwbouw
Er zijn in de periode van 2005 tot 2010 een aantal verbouwingen en renovaties gebeurd op de drie campussen.
- Rond 2007 zijn in Asse onder andere de materniteit, het dagziekenhuis en de stroomvoorziening vernieuwd. Vanaf 2009 tot 2011 werden ook alle bedden op de campus Asse vervangen door nieuwe. Het masterplan voor de campus Asse heeft een waarde van ongeveer 3 500 000 euro.
- In april 2009 werd op de campus Aalst een volledig nieuwe vleugel in gebruik genomen. Deze nieuwbouw is er gekomen vanwege plaatsgebrek en nood aan een reorganisatie van de diensten. Momenteel worden alle diensten gevestigd in de oudere vleugels van de campus Aalst een voor een gerenoveerd.
- In 2010 is ook het Medisch Centrum Ninove vernieuwd.

## Fusie en samenwerkingen

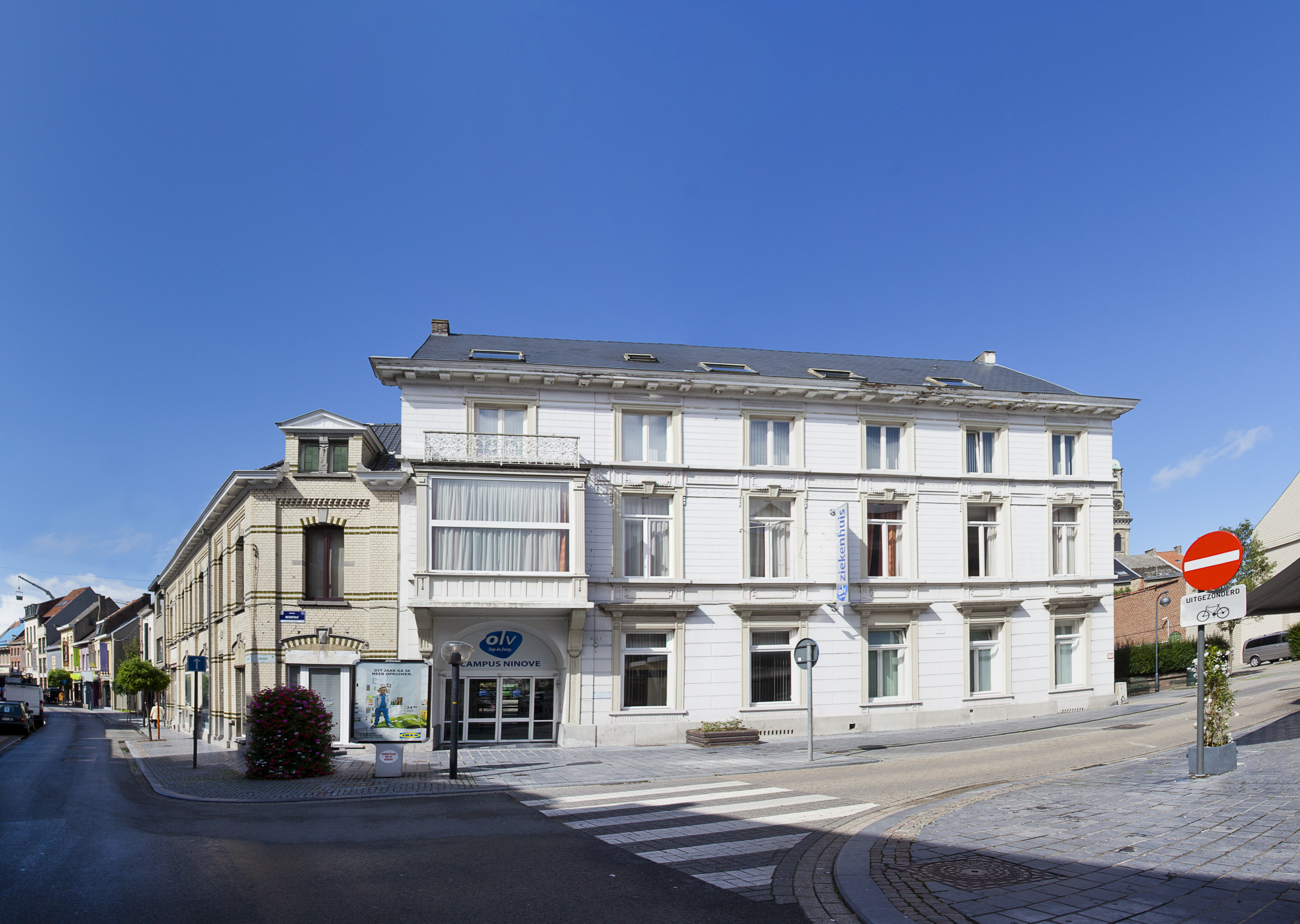
De campus Ninove

Het Onze-Lieve-Vrouwziekenhuis is een fusieziekenhuis met drie campussen: één in Aalst, één in Asse en één in Ninove. De meeste artsen die bij het OLVZ werken, zijn actief op de drie campussen. De campus te Aalst was het oorspronkelijke Onze-Lieve-Vrouwziekenhuis. Op 31 december 2001 vond de fusie plaats met de al gefuseerde Heilig Hartziekenhuizen Asse/Ninove. Daarvoor heette de campus Ninove het "Nieuw Ziekenhuis Ninove".
De campussen in Aalst en Asse zijn algemene ziekenhuizen: patiënten kunnen er terecht voor alle raadplegingen, operaties, opnames in het dagziekenhuis en hospitalisaties. De campussen Aalst en Asse beschikken ook over een spoedgevallendienst. De campus Ninove heet officieel het Medisch Centrum Onze-Lieve-Vrouw Ninove. Sinds de fusie in 2001 is de campus Ninove geen algemeen ziekenhuis meer. In het Medisch Centrum Ninove zijn er wel nog steeds raadplegingen, een dagziekenhuis, een operatiekwartier, een revalidatiecentrum, een dialysecentrum en een dienst voor medische beeldvorming.
Het Onze-Lieve-Vrouwziekenhuis maakt ook deel uit van de ziekenhuisgroepering Aalst-Dendermonde-Ronse. Met het AZ Sint-Blasius in Dendermonde en het AZ Glorieux in Ronse wordt voor bepaalde specialismen intensief samengewerkt.
Op 9 juli 2022 ondertekenden het OLV Ziekenhuis en het ASZ (Algemeen Stedelijk Ziekenhuis, ook in Aalst) een integratieprotocol waarmee zij de weg openden om één ziekenhuis te vormen. Op 16 oktober 2023 onthulden ASZ en OLV de nieuwe naam van dit ziekenhuis: AZORG. Dit fusieziekenhuis met 6 campussen (OLV, ASZ, Asse, Ninove, Geraardsbergen en Wetteren) zou officieel van start gaan op 1 januari 2025.

## Kernkwaliteiten
Het OLV Ziekenhuis werkt met drie kernkwaliteiten.
- Innovatief: door te zoeken naar betere manieren voor accurate diagnoses en minimaal invasieve behandelingen en vooruitstrevendheid op het gebied van onderzoek, technologie en technieken.
- Menselijk: door alle expertise samen te brengen in functie van de patiënt, elke patiënt als uniek te beschouwen en het ontwikkelen van zorgprogramma's afgestemd op ieders specifieke noden.
- Doelgericht: door de inzet van alle medewerkers, te investeren in mensen en opleidingen en te bouwen aan een organisatie met een sterke reputatie.

De slogan van het OLVZ is "Top in Zorg.". Het ziekenhuis heeft ook een mascotte voor zijn kinderafdeling: het egeltje "Olivia". "Olivia" is onder andere terug te vinden op infoborden in wachtzalen, het operatiekwartier en de consultatieafdelingen. Ook is ze te vinden in brochures en op de website van de kinderafdeling.

## Diensten
In het OLV Ziekenhuis zijn onder andere de volgende diensten en disciplines aanwezig.
- Algemene chirurgie
- Anesthesiologie
- Cardiologie
- Cardiovasculaire & thoracale chirurgie
- Dermatologie
- Diabetologie
- Endocrinologie
- Fysische geneeskunde
- Gastro-enterologie
- Geriatrie
- Gynaecologie
- Hematologie
- Intensieve zorgen

- Kinder- en jeugdpsychiatrie
- Klinisch laboratorium
- Nefrologie
- Neurochirurgie
- Neurologie
- Nucleaire geneeskunde
- Obstetrie
- Oftalmologie
- Oncologie
- Orthopedie
- Otorinolaryngologie
- Pathologische Ontleedkunde
- Pediatrie

- Plastische, reconstructieve en esthetische chirurgie
- Pneumologie
- Psychiatrie
- Radiologie
- Radiotherapie
- Revalidatiecentrum
- Reumatologie
- Spoedgevallendienst
- Stomatologie
- Tabakologie
- Traumatologie
- Urologie

## Robotchirurgie
Het OLV Ziekenhuis profileert zichzelf als pionier in de robotchirurgie. In 1998 begon men robotchirurgie voor het eerst in het OLVZ te gebruiken bij cardiovasculaire ingrepen. In 2001 werd robotchirurgie geïntroduceerd door uroloog dr. Alexandre Mottrie voor urologische operaties. In 2005 werd de robot ook voor het eerst gebruikt bij gynaecologische ingrepen (hysterectomieën, myomectomieën en bevruchtingsingrepen). De eerste reïmplantatie van een urineleider in de blaas gebeurde in 2006 door dr. Mottrie met behulp van een robot. Eind september 2011 werd door algemeen en endocrien chirurg dr. Sam Van Slycke voor het eerst ter wereld een robot-endoscopische bijschildklierresectie uitgevoerd. In 2012 zijn er ongeveer 2 000 prostatectomieën uitgevoerd met de robot.
Op 15 april 2013 werd, onder impuls van dr. Mottrie, het ORSI opgericht in samenwerking met de Universiteit Gent. ORSI staat voor OLV Vattikuti Robotic Surgery Institute (in het Nederlands: OLV Vattikuti Robotchirurgie Instituut). Chirurgen van over de hele wereld kunnen er leren werken met chirurgierobots. De Da Vinci Si Robot wordt gebruikt bij de opleidingen. De opleidingen zijn erkend door het European Accreditation Council for Continuing Medical Education (EACCME). Het trainingscentrum bevindt zich in Melle en bestaat uit twee volledig ingerichte operatiezalen. Het ORSI-project kostte 2 tot 2,4 miljoen euro en onder andere het Vlaams Agentschap Ondernemen (VLAO), Vlaanderen in Actie (VIA), het Europees Fonds voor Regionale Ontwikkeling (EFRO) en de Vattikuti Foundation hebben mee geïnvesteerd in dit project. Het is het eerste Europese trainingscentrum voor robotchirurgie. Het is de bedoeling dat er jaarlijks zo'n 500 tot 750 chirurgen een opleiding zullen volgen. Een cursus robotchirurgie zou drie tot vijf dagen duren en ongeveer 7000 euro kosten. Er wordt al les gegeven aan onder andere artsen uit Italië, India, Peru en Egypte.
In augustus 2013 wordt de naam veranderd naar OVRSI: OLV Vattikuti Robotic Surgery Institute. Vattikuti is de naam van de Indische professor die met zijn fonds geld in het centrum pompte.

## Cijfers
- Het ziekenhuis beschikt op de drie campussen over 844 erkende bedden, waarvan 622 zich op de campus Aalst, 192 zich op de campus Asse en 30 zich in het Medisch Centrum Ninove bevinden.[20] Daarbuiten beschikt het OLVZ ook nog over 95 bedden voor dagopnames.
- In 2009 vonden er op de drie campussen 33 925 klassieke opnames en 30 067 dagopnames plaats.
- Het bezettingspercentage van de opnameafdelingen bedroeg in 2010 77,93 % en in 2011 79,52 %. Het totale bezettingspercentage (revalidatie- en palliatieve zorgafdelingen inclusief) bedroeg in 2010 78,44 % en in 2011 80,08 %.[21]
- Er werken ongeveer 3 000 mensen rechtstreeks voor het Onze-Lieve-Vrouwziekenhuis (verspreid over de drie campussen).
- Er vinden jaarlijks ongeveer 40 200 chirurgische ingrepen plaats in het OLVZ.[22]